# Alfreð Finnbogason
Alfreð Finnbogason (født 1. februar 1989) er en islandsk fodboldspiller som spiller for KAS Eupen og for Islands fodboldlandshold som angriber. Han var en del af den islandske trup til både EM 2016 i Frankrig og VM 2018 i Rusland.

## Lyngby Boldklub
På transfermarkeds sidste dag, den 31. august 2022, skrev Lyngby Boldklub en 1-årig kontrakt med Finnbogason. 